# Oinopion

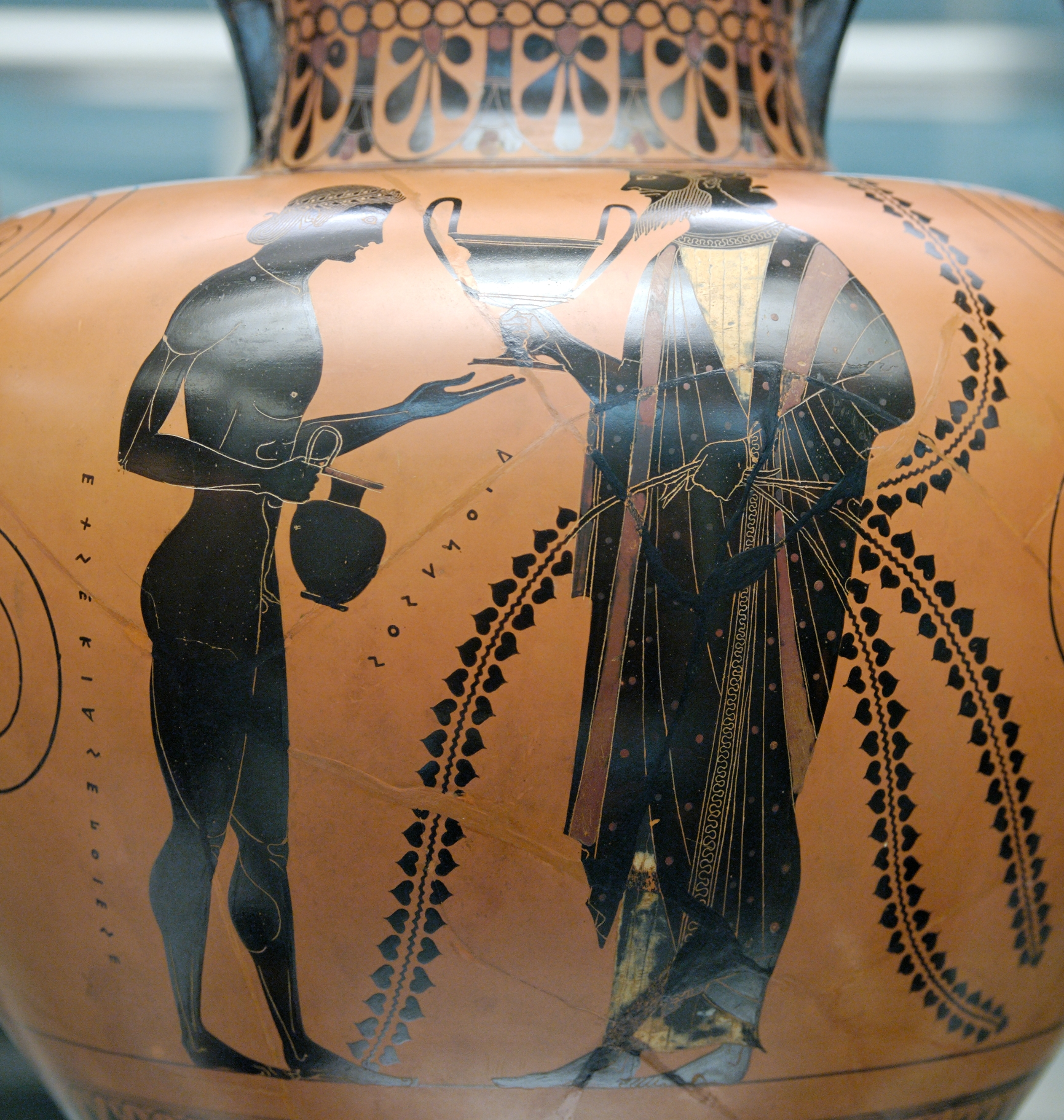
Dionysos och Oinopion.

Oinopion är i den grekiska mytologin son till Dionysos och Ariadne. Han var en legendarisk kung av Chios och sades vara den som introducerade konsten att göra vin.